# صفاء (جبل)
جبل صفاء أو صفاة بني بحير هو جبل في تهامة في ديار بني بحير من بني رزق من قبيلة بلقرن في حدودها الشمالية من تهامة، ويقع في محافظة العرضيات في منطقة مكة المكرمة في المملكة العربية السعودية، وفي قمة الجبل قرية قديمة بها مزارع وآبار.

## صور

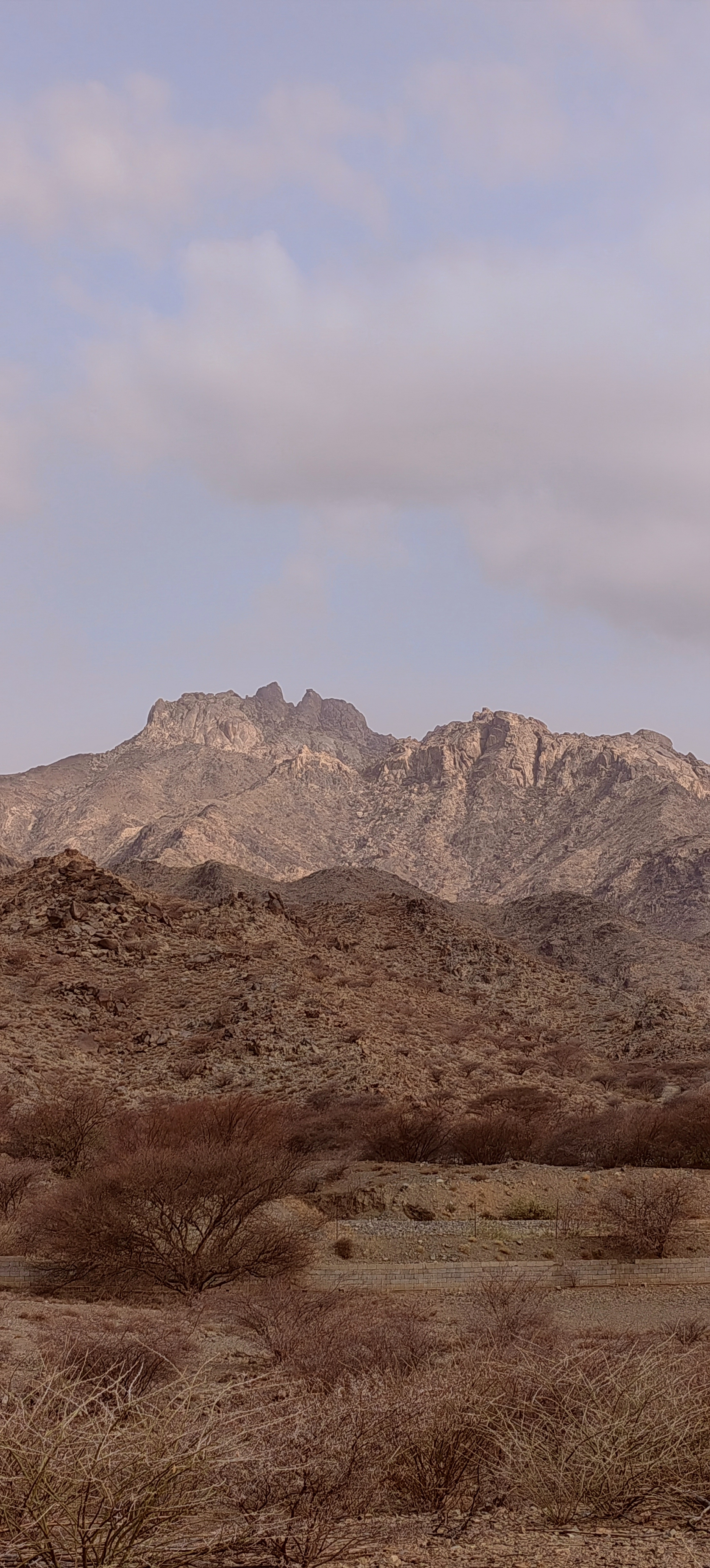
جبل صفاء - بني بحير